# 安全地帯コリア
安全地帯コリア（あんぜんちたいコリア、ハングル: 안전지대코리아, 英: SAFETYZONE KOREA Co., Ltd.）は、大韓民国のファッション企業であり、オリジナルストリートファッションブランド「安全地帯」の運営会社である。

## 歴史
安全地帯コリア（株）は、1986年に選定インターナショナルが立ち上げたファッションブランド「安全地帯」の運営会社である。
初代会長のパク・ソンムクは、ソウル・梨泰院（イテウォン）エリアのスターバックスの建物を含む不動産を購入し、ブランドと不動産資産の成長に注力した。その後、パク・ソンムク会長は梨泰院の中心部にあるスターバックスの建物を147億ウォンで売却し、安定した資金を確保。これにより、会社の成長基盤を築いた。
2018年には、パク・ソンムク会長の長男であるパク・ギピョ代表が所有していた梨泰院の不動産を売却した資金をもとに、事業拠点をソウル・江南区（カンナムグ）のカロスキルや狎鴎亭（アックジョン）へ移した。パク・ギピョ代表はブランド「安全地帯」を全面リニューアルし、江南で再ローンチすると同時に、社名を「安全地帯コリア」に変更した。
安全地帯コリア（株）は、アパレル企業としてスタートしたが、現在は芸能マネージメント、イベント主催、映画制作など、多様なエンターテインメント事業も手掛けている。

## 事業分野

### ファッションブランド「安全地帯」
「安全地帯」は、韓国オリジナルのストリートファッションブランドである。1980〜90年代の若者文化に由来する反抗的な感性を表現した斬新な衣服やアクセサリーで圧倒的な人気を獲得した。漢字ロゴを使用した銀色刺繍や、ロゴプレイなどの大胆な試みによりブランドの認知度を高め、1990年代には「遊び慣れた学生たち」の間で高級ブランドとしての地位を確立した。
その後、ストリートファッションの流行が衰退するにつれてブランドの認知度も低下したが、デザイナー兼2代目経営者であるパク・ギピョ（Tiger Danny）代表がブランドをリニューアルし、過去のブランドアイデンティティに最新のトレンドを融合させたストリートウェアブランドとして生まれ変わった。その後、SBSの番組『マッチャンの神』の優勝者の衣装提供や、最近ではDisney+のドラマ『Knock Off（ノックオフ）』でのブランド協賛（PPL）などを通じて、着実にブランドの地位を築いている。

### エンターテインメント事業
- 安全地帯ファッションショー開催[5][6]
- Patio 7 Hotel Lounge イベント
- Zior Park コラボレーションイベント
- YouTubeチャンネル「安全地帯TV」運営
- Redbox Safetyzone Club (K-LOUNGE) 運営

## 映画・ドラマ制作
- 『スイートホーム』（2024）
- 『ディライブ DMZ 大成洞（テソンドン）』
- 『安東（アンドン）』（2025）